# Bettenhausen (Kassel)
Bettenhausen, Kassel-Bettenhausen – okręg administracyjny Kassel, w Niemczech, w kraju związkowym Hesja. W grudniu 2015 roku okręg liczył 8522 mieszkańców.